# ABC東京発 アーチストNOW
『ABC東京発 アーチストNOW』（エービーシーとうきょうはつ アーチストナウ）は、1987年10月から1988年9月まで、朝日放送ラジオ（ABC）で放送された若者向けラジオ番組である。放送時間は月曜から金曜21:15（1988年4月から21:10） - 22:40 (JST) 。
各曜日とも東京都港区芝公園に所在する朝日放送東京支社のスタジオからの生放送が行なわれた。

## 担当パーソナリティ
- 月曜日：パッパラー河合、サンプラザ中野（- 1988.1）、江川ほーじん（1988.2 -）、ちわきまゆみ
- 火曜日：飯島真理、ジャッキー・リン（1987.10 - 1988.3）→関口誠人、森川美穂（1988.4 - 1988.9、木曜日から移動）
- 水曜日：小林明子、哀川翔（- 1988.3）→サエキけんぞう（パール兄弟）、BaBe（1988.4 -）
- 木曜日：関口誠人、森川美穂（- 1988.3）→A-JARI（本多克典、藤尾領）、種ともこ（1988.4 -）
- 金曜日：徳永善也（チェッカーズ）、海野順子（元ニッポン放送アナウンサー・海野尾順子）

## コーナー・企画
- 東京ホットショット（提供：UCC、1988年3月まで　レポーター：篠原さなえ）
- おもしろベスト3（1988年3月まで）
- スター・ウィークリー・トピックス（提供：B.V.D.フジボウ、1988年3月まで）
- スター・トゥナイト・トピックス（1988年4月から）
- スター・チャレンジ・リクエスト（1988年4月から）
- ぶっつけごめん! とび入りゲスト[2]
- 直撃電話コーナー（月曜）
- 歌って笑ってシュールに落ちろ（月曜）
リスナーから寄せられた替え歌などの歌詞を、パッパラー河合がピアノを弾いて歌いながら紹介していたコーナー[3]。
ノベルティグッズとして、月曜の放送では、『サンプラザ中野のオールナイトニッポン』の「早稲田大明神」ステッカー（中野の出身大学から）にあやかる形で、河合の「獨協」大明神ステッカー、ちわきの「跡見女大明神」ステッカーが作成された[3]。
- 夜の悩み相談（月曜）[4]
- ジャッキーの英語講座（火曜・飯島真理、ジャッキー・リン時代）
「こんな時、どう英語を使えばいいの」といった、リスナーからの英語に関する相談に応える、など[4]。
- 真理におまかせ（火曜・飯島真理、ジャッキー・リン時代）
悩みなどの相談事などを受け付けていた[4]。
- ダジャレクイズ（水曜・小林明子、哀川翔時代）[4]